# Rançon (prix)
Pour les articles homonymes, voir Rançon.

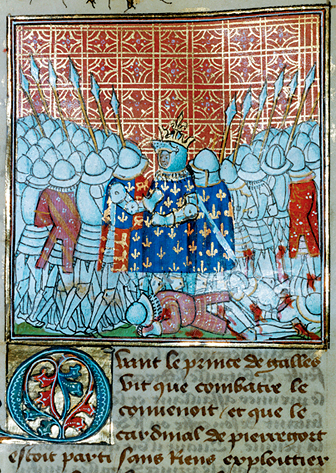
La capture de Jean le Bon, à la bataille de Poitiers, donne lieu à l'une des plus grosses rançons du Moyen Âge. Miniature du Maître de Giac tirée d'un manuscrit des Chroniques de Froissart, B.M. de Besançon, Ms.864, vers 1412-1415.

Une rançon est la somme exigée en échange de la libération d'un captif ou victime d'enlèvement.

## Historique
Les rançons au Moyen Âge faisaient partie intégrante de l’économie d’un pays ou d’une région et constituaient une source importante de revenus pour la noblesse.
Au XXe siècle, des assurances et des fonds (tel le Fonds Terrorisme créé en 1986 en France) indemnisent a posteriori les victimes, tandis que des polices K&R (en) (« Kidnapping & Ransom » pour « Enlèvement et Rançon ») proposent aux entreprises de se prémunir financièrement contre les risques d’enlèvements de leurs salariés à l'étranger. Ces « assurances K&R » ont été créées en 1932 par la Lloyd's à la suite de l'enlèvement de Charles Augustus Lindbergh Jr., fils du célèbre aviateur Charles Lindbergh, la même année. Ces contrats d'assurances se sont popularisés dans les années 1970 et se sont fortement développés depuis les attentats du 11 septembre 2001. 
La rançon la plus élevée de l'histoire (60 millions de dollars de l'époque soit 300 millions d'aujourd'hui) a lieu pour la libération des frères Juan et Jorge Born (principaux actionnaires du conglomérat du Bunge et Born (en)), enlevés par un commando montonero en 1974. Ce manque de professionnalisme dans ce type de négociation délicate incite Julian Radcliffe, directeur d'assurances au Lloyd's, à monter en 1975 la première société de consultants en enlèvement, la Control Risks Group (en). Depuis lors, les compagnies K&R couvrent la rançon fixée par les pirates, mais aussi tous les frais annexes (prise en charge psychologique, frais de transport de la rançon, etc.) et, plus largement, l'ensemble des frais de négociations avec les ravisseurs.

## Statistiques
Selon le Centre français de recherche sur le renseignement (CF2R), entre 20 000 à 30 000 personnes seraient enlevées chaque année dans le monde (un nombre en hausse de 70 % depuis les années 1990), dont un quart d’Occidentaux, sans compter les cas d'enlèvement non signalés par l’État ou les familles dans un souci de discrétion ou par crainte de représailles, ce qui est à l'origine d'un marché de l'enlèvement et de la rançon. La journaliste à l'Agence France Presse Dorothée Moisan estime ce marché à un milliard d'euros, la moitié de l'argent étant versé aux rançonneurs, l'autre moitié pour les intermédiaires.